# Sommer-Paralympics 2012/Teilnehmer (Äthiopien)
| stlisierte Goldmedaille | stlisierte Silbermedaille | stlisierte Bronzemedaille |
| ----------------------- | ------------------------- | ------------------------- |
| —                       | 1                         | —                         |

Äthiopien entsandte zu den Paralympischen Sommerspielen 2012 in London vier Sportler –  eine Frau und drei Männer.

## Medaillen

### Medaillenspiegel
| Medaillenspiegel Namibia |                |                              |                           |                           |        |
| Platz                    | Sportart       | Goldmedaille – Olympiasieger | Silbermedaille – 2. Platz | Bronzemedaille – 3. Platz | Gesamt |
| 1                        | Leichtathletik | 0                            | 1                         | 0                         | 1      |
| Total                    | Total          | 0                            | 1                         | 0                         | 1      |

### Medaillengewinner

#### Silber
| Name                  | Sportart       | Wettkampf          |
| --------------------- | -------------- | ------------------ |
| Wondiye Fikre Indelbu | Leichtathletik | 1500 m Herren -T46 |

## Teilnehmer nach Sportart

### Leichtathletik
| Athleten              | Wettbewerb          | Vorlauf / Vorkampf | Vorlauf / Vorkampf | Halbfinale   | Halbfinale | Finale       | Finale | Rang   |
| Athleten              | Wettbewerb          | Zeit / Weite       | Rang               | Zeit / Weite | Rang       | Zeit / Weite | Rang   | Rang   |
| --------------------- | ------------------- | ------------------ | ------------------ | ------------ | ---------- | ------------ | ------ | ------ |
| Frauen                |                     |                    |                    |              |            |              |        |        |
| Yengus Dese Azenaw    | 100 m Frauen – T46  | 14,41 s            | 5                  | –            | –          |              |        |        |
| Yengus Dese Azenaw    | 200 m Frauen – T46  | 29,96 s            | 6                  | –            | –          |              |        |        |
| Yengus Dese Azenaw    | 400 m Frauen – T46  | 1:04,93 min        | 6                  | –            | –          |              |        |        |
| Männer                |                     |                    |                    |              |            |              |        |        |
| Tesfalem Gebru Kebede | 800 m Herren – T46  | 1:57,22 min        | 6                  | –            | –          |              |        |        |
| Kiross Tekle Redae    | 800 m Herren – T46  | 1:59,95 min        | 4                  | –            | –          |              |        |        |
| Wondiye Fikre Indelbu | 1500 m Herren – T46 | 3:50,87 min        | 2                  | –            | –          | 4:00,21 min  | 2      | Silber |
| Tesfalem Gebru Kebede | 1500 m Herren – T46 | 4:09,51 s          | 5                  | –            | –          |              |        |        |